# Den polske opstand (1918–1919)
Den storpolske opstand eller Wielkopolska-opstanden fra den 27. december til 16. februar 1919 var en væbnet polsk opstand i den preussiske provins Posen (polsk: Wielkopolska, dvs. Storpolen). Polakkerne kæmpede for, at provinsen skulle indlemmes i Polen, der i færd med at blive gendannet efter afslutningen af 1. verdenskrig. Storpolen havde polsk befolkningsflertal og var hjemsted for byen Gniezno, som var Polens første hovedstad og bispesæde, og området var derfor af stor symbolsk betydning i polsk nationalbevidsthed.
Opstanden blev udkæmpet af polske militser og militære enheder mod tyske frikorps og militær. Opstanden endte i februar med en overvejende polsk sejr. Med sejren var rammen blevet skabt for, at provinsen i forbindelse med Versaillesfredens underskrivelse i juni 1919 kunne indkorporeres i Polen.

## Forhistorie til opstanden
Med anden polske deling i 1793 og Wienerkongressen i 1815 hørte det egentlige Polen under Kongeriget Preussen. Med den Bismarckske rigsdannelse i 1871 blev provinsen Posen en del af den nye tyske nationalstat. De politiske modsætninger spidsede hurtigt til i provinsen mellem 2/3 polske katolikker og 1/3 tyske protestanter. Især ved en tysk kulturkamp mod den polsk-katolske kultur.
I slutningen af 1. verdenskrig håbede den polske nationalbevægelse i Posen, at det tyske nederlag kunne føre til indlemmelse i den nye polske stat. Men på trods af præsident Woodrow Wilsons 14-punkts-plan, der lovede selvbestemmelse, var fastlæggelsen af den nye tysk-polske grænse langt fra sikker. Polakkerne ville derfor tage sagen i egen hånd og udnyttede det gunstige tidspunkt, da den tyske østhær var spredt tyndt i det meste af Østeuropa, og Tyskland plagedes af store uroligheder i forbindelse med Novemberrevolutionen, hvor flere tyske byer var besat af socialistiske oprørere. Tysklands nederlag i 1. verdenskrig gav polakkerne blod på tanden.
Opstanden indledtes af et besøg af den polske patriot og senere regeringschef Ignacy Jan Paderewski, der ved et stort anlagt møde med den polske befolkning blev mødt med stor jubel. Dagen efter hans besøg, den 27. december 1918, kom det til polske og tyske demonstrationer i Posen. Samme aften faldt de første skud.

## Kampenes forløb og våbenstilstand
Kamphandlingerne strakte sig over halvanden måned. De første skudvekslinger krævede kun få tab. Byen Posen befandt sig allerede på andendagen den 28. december 1918 i de polske oprøreres hænder. Nu spredte kampe mellem militserne sig til hele provinsen. De polske kæmpere tilhørte en underafdeling af den polske militærorganisation (Polska Organizacja Wojskowa − POW). Deres opbygning var organiseret af Józef Piłsudski, der i mellemtiden var blevet en slags første regeringschef for den nye polske stat. Midt i januar 1919 kontrollerede polakkerne næsten hele provinsen.
I mellemtiden var tyskerne kommet sig over overraskelsen og havde reorganiseret sig. Enkelte hærenheder og nødtørftigt opståede frikorps af nationalt sindede tyskere opererede nu under navnet Grenzschutz Ost og overtog beskyttelsen af den tyske grænse mod øst, indtil en egentlig fredsslutning for 1. verdenskrig kunne blive indgået.
Grenzschutz Ost gik efter reorganisering over til deciderede modangreb, og kampene blev intensiveret. De eskalerende kamphandlinger truede nu med at brede sig til andre omstridte tysk-polske grænseegne.
Den 16. februar 1919 indgik Tyskland en våbenstilstanden med de allierede. Den tog også hensyn til situationen i Posen, hvor Tyskland forpligtede sig til at indstille alle kamphandlinger. Dermed sluttede opstanden officielt. Den polske oprørsarmé blev anerkendt som en allieret stridsmagt. Det allierede pres for at finde en løsning betød dannelsen af en demarkationslinje, der indebar, at størstedelen af Posen kom til at være underlagt polsk interessesfære.
Mindre skudvekslinger fandt dog stadig væk sted langs demarkationslinjen helt frem til Versaillestraktaten.
I Versaillestraktaten fra den 28. juni 1919 blev demarkationslinjen respekteret som den egentlige tysk-polske grænse. Den polske opstand havde vist sig at være særdeles succesfuld.

## Politiske eftervirkninger
Som resultat af fredskonferencen i Paris måtte Tyskland indkassere betragtelige territorialtab. Ifølge traktaten, som trådte i kraft den 10. januar 1920, blev størstedelen af provinsen Posen afgivet til Polen uden folkeafstemning.
Af de områder, som stadig hørte til Tyskland, oprettedes en ny preussisk provins Grenzmark Posen-Westpreussen. Som navnet afspejler, anerkendte Weimar-republikken kun Versaillesgrænsen de facto, men ikke formelt, og efter Tysklands angreb på Polen i 1939 blev området genindlemmet i Hitlers Stortyskland som del af provinsen Reichsgau Wartheland. Efter 2. Verdenskrigs afslutning indlemmedes området igen i Polen.
Den storpolske opstand er helt afgørende for polsk selvbevidsthed.